# Leccionario 2144
El Leccionario 2144, designado por la sigla ℓ 2144 (en la numeración Gregory-Aland). Se trata de un manuscrito griego en letra minúscula del Nuevo Testamento, escrito en 5 hojas de pergamino (22,5 cm x 15,3 cm). Paleográficamente ha sido asignado al siglo XII y/o XIII.

## Descripción
El códice contiene las enseñanzas del Evangelio. Está escrito en dos columnas por página, 28 líneas por página.

## Historia
El códice se encuentra en la Colección Kenneth Willis Clark, de la Universidad de Duke, en Durham, Estados Unidos.